# Acalyptris auratilis
Acalyptris auratilis là một loài bướm đêm thuộc họ Nepticulidae. Nó được miêu tả bởi Puplesis và Diškus năm 2003. Nó được tìm thấy ở rừng núi nhiệt đới của Nepal.